# Newman Shoal
Newman Shoal ist eine Untiefe vor der Ingrid-Christensen-Küste des ostantarktischen Prinzessin-Elisabeth-Lands. Sie liegt 160 m südöstlich der Hobby Rocks auf der Südwestseite der Bucht Davis Anchorage unmittelbar vor den Vestfoldbergen in einer Tiefe von rund 5 m.
Kartiert wurde sie bei 1961 mit dem Schiff Thala Dan durchgeführten Vermessungsarbeiten im Rahmen der Australian National Antarctic Research Expeditions. Das Antarctic Names Committee of Australia benannte die Nunatakker nach Alan J. Newman, leitender Dieselaggregatmechaniker auf der Mawson-Station im Jahr 1961, der an Vermessungen im Gebiet der Davis-Station beteiligt war.